# Upplands runinskrifter ATA7269/60F
Upplands runinskrifter ATA7269/60F är tre vikingatida runstensfragment av röd gävlesandsten som hittats vid Eds kyrka och vid Klockargården, Eds socken och Upplands Väsby kommun. Ett av fragmenten som hör till U ATA7269/60F samt 7 andra runstensfragment vid Klockargården uppmärksammades 1956. Dessa ska ha påträffats redan 1940 i samband med grävningen av en avloppsledning. Alla dessa fragment förvaras nu i Hembygdsgården Runby i Upplands Väsby. I kyrkogårdsmuren hittades 1959 ytterligare två fragment som hör till U ATA7269/60F. Även dessa finns i hembygdsgården.